# Deborah Wolf
Deborah Wolf (Kansas City, 1938) is kunstadviseur en publicist. Wolf was in de jaren zeventig van de 20e eeuw oprichter en eigenaar van verschillende kunstgaleries: galerie Pribaut en galerie Balans in Amsterdam. Van 1980 tot 2003 was zij adviseur voor de kunstcollectie van de Amsterdam-Rotterdam Bank, later ABN AMRO bank (Stichting ABN AMRO Kunstverzameling). Tussen 1990 en 2009 adviseerde zij ook privé-verzamelaars.

## Persoonlijk
Ze werd geboren als Deborah Spelman. Ze groeide op in een intellectueel gezin met vier broers en zussen in Kansas City, Missouri. Ze is getrouwd geweest met schrijver en liedjesschrijver Eelco Wolf, wat de reden was om van Cincinnati, Ohio, te verhuizen naar Amsterdam. Wolf heeft met hem twee kinderen: een dochter en een zoon, die ze grotendeels alleen opvoedde.
In de jaren '60-'80 had ze vijftien jaar lang een relatie met dichter Remco Campert. Na het beëindigen van die relatie bleven ze altijd contact houden. In 1996 trouwden ze alsnog. Op 4 juli 2022 overleed haar echtgenoot. Ze gebruikt ook wel de naam Deborah Campert.

## Kunstadviseur
De stichting ABN AMRO kunstverzameling is sinds 1977 een van de grootste verzamelaars van moderne en hedendaagse beeldende kunst in Nederland. Als hoofd collectievorming voor ABN AMRO was Wolf tussen 1980 en 1998 verantwoordelijk voor de aankoop van meer dan 9.000 kunstwerken, waaronder werk van de destijds jonge en opkomende kunstenaars Marlene Dumas, Henk Visch en René Daniëls. De collectie omvat in totaal meer dan 16.000 kunstwerken.

## Publicaties
Wolf stelde als redacteur verschillende catalogi voor de ABN AMRO collectie samen, waar onder meer Rudi Fuchs aan meewerkte.
- C'est la vie, Deborah Campert & Barbara van Kooten. Thomas Rap, 2010.
- Dierbaar, Deborah Campert. Thomas Rap, 2015.
- Wij Knippen de Wind, Deborah Campert. De Bezige Bij, 2020.